# Tipula (Eumicrotipula) ligulata
Tipula (Eumicrotipula) ligulata is een tweevleugelige uit de familie langpootmuggen (Tipulidae). De soort komt voor in het Neotropisch gebied.